# Spaltung der Katholischen Universität Löwen

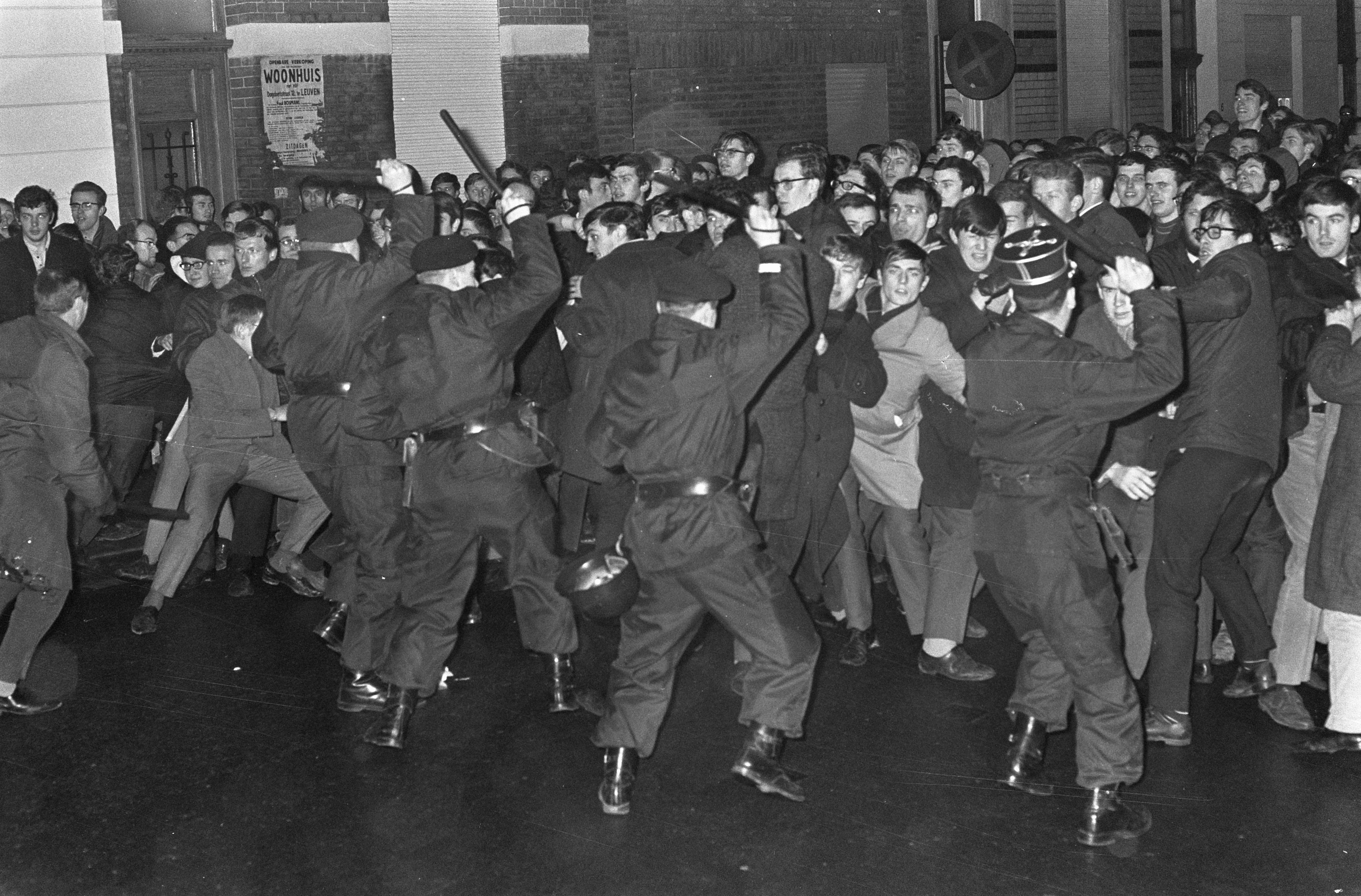
Flämische Studenten streiken in Leuven, die Menge wurde vor dem Gefängnis zusammengeschlagen, Januar 1968

Die Spaltung der Katholischen Universität Löwen fand zwischen November 1967 und Juni 1968 statt. Sie war Teil des flämisch-wallonischen Sprachenstreits und führte zur Aufteilung in die niederländischsprachige Katholieke Universiteit Leuven (KUL) und die französischsprachige Université catholique de Louvain (UCL). Weitere Folgen waren der Sturz der Regierung von Paul Vanden Boeynants und letztlich die Neugliederung Belgiens in drei föderale Gemeinschaften. Im Niederländischen ist dieser Konflikt unter dem Namen Leuven Vlaams („Flämisches Löwen“)  bzw. Walen buiten („Wallonen raus“) bekannt, auf Französisch wird er als Affaire de Louvain („Löwen-Affäre“) bezeichnet.

## Geschichte
Die Flämische Bewegung verzeichnete nach dem Zweiten Weltkrieg einen bedeutenden Aufschwung, besonders in den 1960er Jahren. Sie erhob seit der Mitte des 19. Jahrhunderts den Anspruch, die niederländischsprachige flämische Bevölkerung als gesonderte „Volksgruppe“ innerhalb Belgiens zu vertreten und verfolgte dabei zunehmend das Ziel, die staatliche Mehrsprachigkeit zugunsten einer regionalen Einsprachigkeit aufzugeben. Im Rahmen der Sprachgesetzgebung in Belgien wurde dieses Ziel mit dem Gilson-Gesetz vom 8. November 1962 festgelegt. Infolge dieses Gesetzes, das erstmals Sprachgrenzen innerhalb Belgiens vorschrieb, waren die französischen und niederländischen Sektionen in Löwen nunmehr autonom, doch die Flaminganten wünschten weiterhin eine formelle Aufspaltung der Universität.
Am 5. November 1967 forderten etwa 30.000 Flamen bei einem Marsch in Antwerpen die Einsprachigkeit der Universität und wiederholten anschließend ihre Forderungen in Löwen. Durch die Protestbanner mit den flämischen Aufschriften „Wallonen raus“ und „Flämisches Löwen“ fühlten sich zahlreiche französischsprachige Belgier schockiert. Als Reaktion darauf marschierten französischsprachige Studenten in einem Umzug ins wallonische Dörfchen Houte-Si-Plou, wo die symbolische Gründung einer „Universität Houte-Si-Plou“ erfolgte.
Die Regierung von Premierminister Paul Vanden Boeynants und die katholische Kirche versuchten erfolglos, beide Seiten zu einem Kompromiss zu bewegen. Die Verhandlungen scheiterten endgültig, nachdem sich Emil-Jozef De Smedt, Bischof von Brügge, in einer Rede am 2. Februar für die Teilung der Universität ausgesprochen hatte, worauf am 6. Februar Premierminister Vanden Boeynants bei König Baudouin seinen Rücktritt einreichen musste.
Gaston Eyskens, der neu gewählte Premierminister, kündigte am 24. Juni 1968 in einer Regierungserklärung den Auszug der französischen Sektion aus Löwen an. Für deren Umzug in die neu zu erbauende Planstadt Louvain-la-Neuve bzw. Neu-Löwen wurde ein Plan genehmigt.

## Folgen

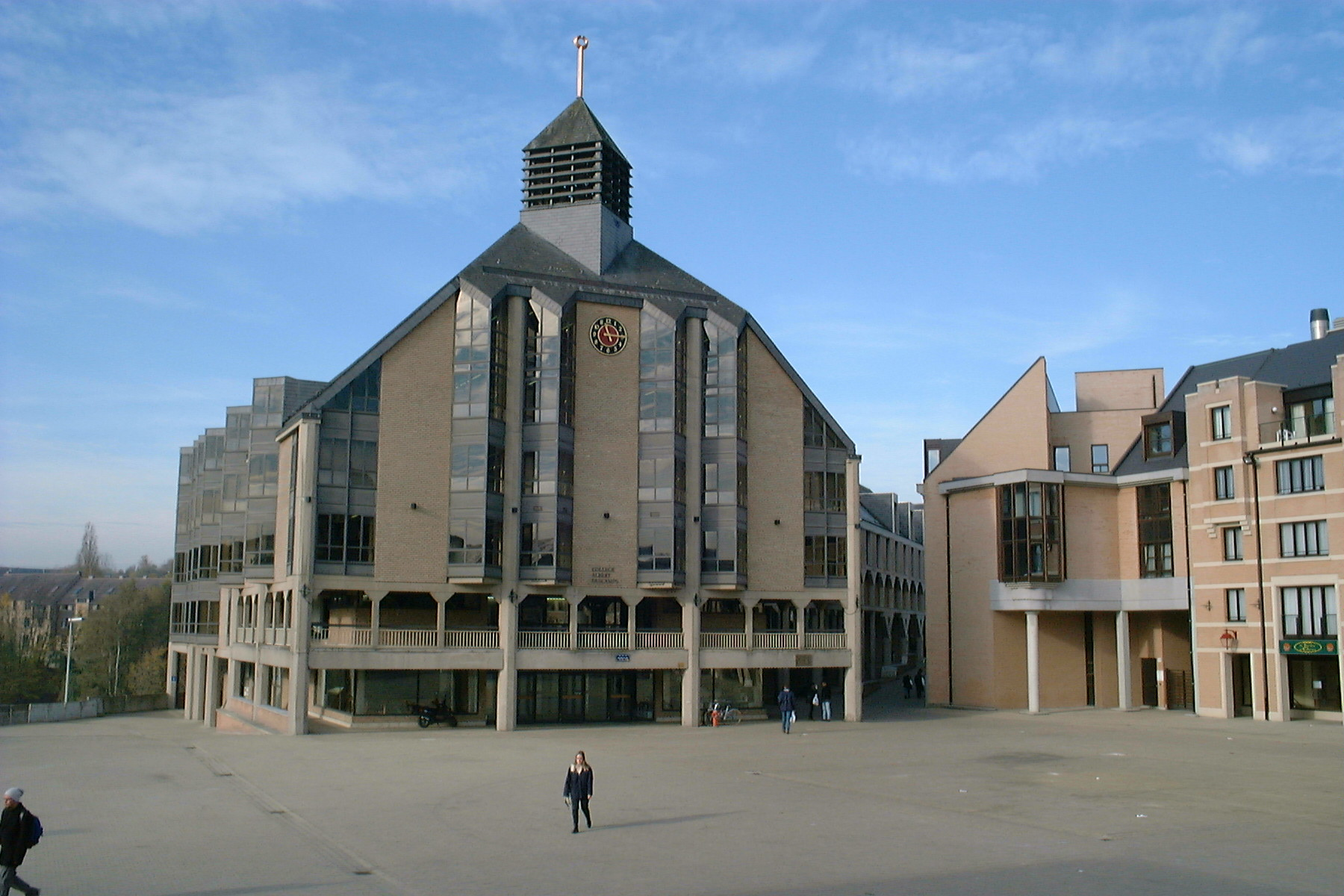
Blick auf die Planstadt Louvain-la-Neuve

Im Herbst 1968 wurde mit einem neuen Reglement die Aufteilung in die niederländischsprachige KUL und die französischsprachige UCL offiziell festgehalten. Mit dem Bau der Planstadt Louvain-la-Neuve wurde 1971 begonnen. Unmittelbar nach Baubeginn zog die UCL ein und hat dort bis heute ihren Sitz. Als Folge der Aufspaltung der Universität waren die 1970er Jahre von der Aufteilung der Bibliotheksbestände geprägt. Bücher mit einer geraden Signaturnummer kamen in den Besitz der UCL, diejenigen mit einer ungeraden Nummer blieben im Eigentum der KUL. Zeitschriften, Serien und mehrbändige Werke trugen eine einzige Signatur und blieben daher zusammen.
Die Krise in Löwen führte zudem zu einem landesweiten schnellen Anstieg bestehender regionalistischer Parteien, wie der Volksunie in Flandern und  der Front démocratique des francophones.
Die Bildung der drei Sprachgemeinschaften wurde 1970 in Artikel 2 der Verfassung des Königreichs Belgien festgelegt.